# Alik
Alik är en ort i Azerbajdzjan.   Den ligger i distriktet Quba Rayonu, i den centrala delen av landet, 160 kilometer nordväst om huvudstaden Baku. Alik ligger 1 679 meter över havet och antalet invånare är 1 069.
Terrängen runt Alik är bergig åt nordväst, men åt sydost är den kuperad. Alik ligger nere i en dal. Runt Alik är det ganska glesbefolkat, med 48 invånare per kvadratkilometer.. Närmaste större samhälle är Anykh, 17,7 kilometer norr om Alik. 
Trakten runt Alik består i huvudsak av gräsmarker.